# Kairoa suberosa
Kairoa suberosa är en tvåhjärtbladig växtart som beskrevs av W.R. Philipson. Kairoa suberosa ingår i släktet Kairoa och familjen Monimiaceae. Inga underarter finns listade i Catalogue of Life.